# Frederico Carlos de Hesse
Frederico Carlos Luís Constantino de Hesse, Príncipe e Conde de Hesse-Cassel (em alemão: Friedrich Karl Ludwig Konstantin Prinz und Landgraf von Hessen-Kassel; Gut Panker, Plön, 1 de maio de 1868 — Cassel, 28 de maio de 1940), filho de Frederico Guilherme de Hesse-Cassel e Ana da Prússia. Foi cunhado do imperador Guilherme II da Alemanha e eleito Rei da Finlândia de 9 de outubro a 14 de dezembro de 1918, cargo que nunca assumiu e a que renunciou.

## Família
Frederico Carlos era o quarto filho do conde Frederico Guilherme de Hesse-Cassel e da princesa Ana da Prússia. Os seus avós paternos eram o conde Guilherme de Hesse-Cassel e a princesa Luísa Carlota da Dinamarca. Os seus avós maternos eram o príncipe Carlos da Prússia e a duquesa Maria de Saxe-Weimar-Eisenach, irmã da duquesa Augusta de Saxe-Weimar-Eisenach, esposa do imperador Guilherme I da Alemanha.

## Primeiros anos
Frederico nasceu na mansão da sua família, Gut Panker, em Plön, Holstein. O seu pai, Frederico Guilherme, um militar dinamarquês, tinha sido um dos candidatos (e talvez o melhor posicionado) do rei Cristiano VIII da Dinamarca na década de 1840 para suceder ao trono dinamarquês, visto que este não tinha descendentes masculinos. Contudo, acabaria por renunciar aos seus direitos em favor da sua irmã mais nova, Luísa. O seu pai tinha sido criado na Dinamarca, mas em 1875, quando o ramo masculino dos eleitores de Hesse-Cassel se extinguiu, mudou-se para o norte da Alemanha onde Hesse tinha muitos territórios.
Dezoito dias depois do seu nascimento, nasceu o filho mais velho da sua prima direita, a princesa Dagmar da Dinamarca, o czar Nicolau II da Rússia, que seria o predecessor de Frederico no trono da Finlândia (1894-1917).

## Casamento e descendência
A 25 de janeiro de 1893, Frederico casou-se com a princesa Margarida da Prússia, filha mais nova do falecido imperador Frederico III da Alemanha e da princesa real Vitória do Reino Unido, filha mais velha da rainha Vitória. Tiveram seis filhos, incluindo dois pares de gémeos:
- Frederico Guilherme de Hesse-Cassel (23 de Novembro de 1893 — 12 de Setembro de 1916), morreu em combate durante a Primeira Guerra Mundial; sem descendência.
- Maximiliano de Hesse-Cassel (20 de Outubro de 1894 — 13 de Outubro de 1914), morreu em combate durante a Primeira Guerra Mundial; sem descendência.
- Filipe de Hesse-Cassel (6 de Novembro de 1896 — 25 de Outubro de 1980) casado com a princesa Mafalda de Sabóia; com descendência.
- Wolfgang de Hesse-Cassel (6 de Novembro de 1896 — 12 de Julho de 1989), casado com a princesa Maria Alexandra de Baden; sem descendência.
- Cristóvão de Hesse-Cassel (14 de Maio de 1901 — 7 de Outubro de 1943) casado com a princesa Sofia da Grécia e Dinamarca; com descendência.
- Ricardo de Hesse-Cassel (14 de Maio de 1901 — 11 de Fevereiro de 1969), morreu solteiro e sem descendência.

Após a morte do seu pai em 1884, o irmão mais velho de Frederico, Frederico Guilherme II, tornou-se conde de Hesse-Cassel e, após a sua morte quatro anos depois, o seu irmão Alexandre de Hesse-Cassel.

## Trono da Finlândia
Frederico Carlos foi eleito para rei da Finlândia pelo recém-criado parlamento do país a 9 de outubro de 1918. Contudo, com o final da Primeira Guerra Mundial, a abdicação do kaiser Guilherme II e o final da monarquia na Alemanha, esta proposta passou a ser considerada insustentável por alguns finlandeses influentes e pelo próprio Frederico. Não se sabe a posição oficial dos aliados que venceram a guerra. Frederico Carlos renunciou ao trono a 14 de dezembro do mesmo ano, sem ter sequer pisado solo finlandês e muito menos assumir qualquer responsabilidade da sua posição. A Finlândia acabaria depois por optar por um regime republicano.

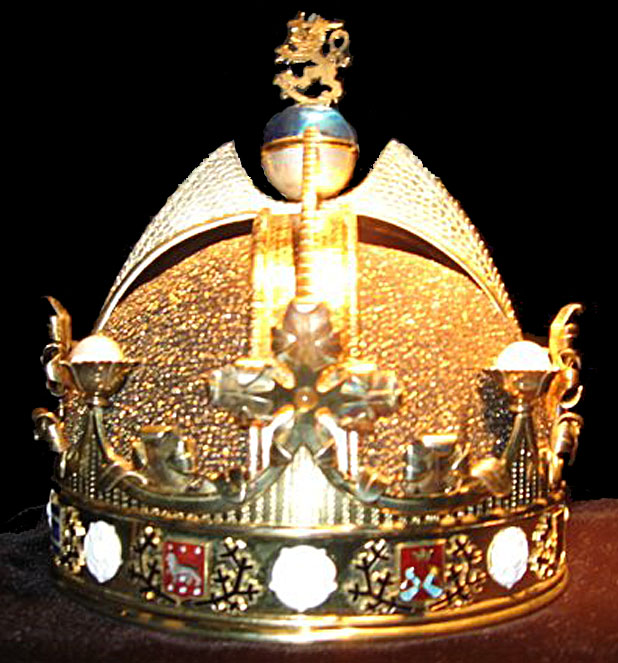
A coroa prevista para o Rei da Finlândia

## Últimos ano
O conde Alexandre de Hesse-Cassel abdicou a 16 de março de 1925, sendo sucedido pelo seu irmão mais novo.
Frederico foi sucedido, após a sua morte, pelo seu filho mais velho ainda vivo, Filipe.
Contudo, segundo alguns documentos e cartas da família, o seu sucessor no trono da Finlândia seria o seu segundo filho mais velho, o príncipe Wolfgang, aparentemente porque este estava com os seus pais em 1918 e pronto para viajar até à Finlândia onde já se estava a preparar um casamento com uma nobre finlandesa. Filipe estava no exercito e incontactável na altura. Apesar de tudo, a escolha do gémeo mais novo fez com que, nas gerações seguintes, fosse o segundo filho mais velho a levar a cabo a reivindicação do trono finlandês. Actualmente o conde herdeiro de Hesse é o príncipe Moritz e, para o trono da Finlândia, o herdeiro é o príncipe Donatus.